# Inopeplus metallescens
Inopeplus metallescens là một loài bọ cánh cứng trong họ Salpingidae. Loài này được Fairmaire miêu tả khoa học năm 1881.